# S (문화)

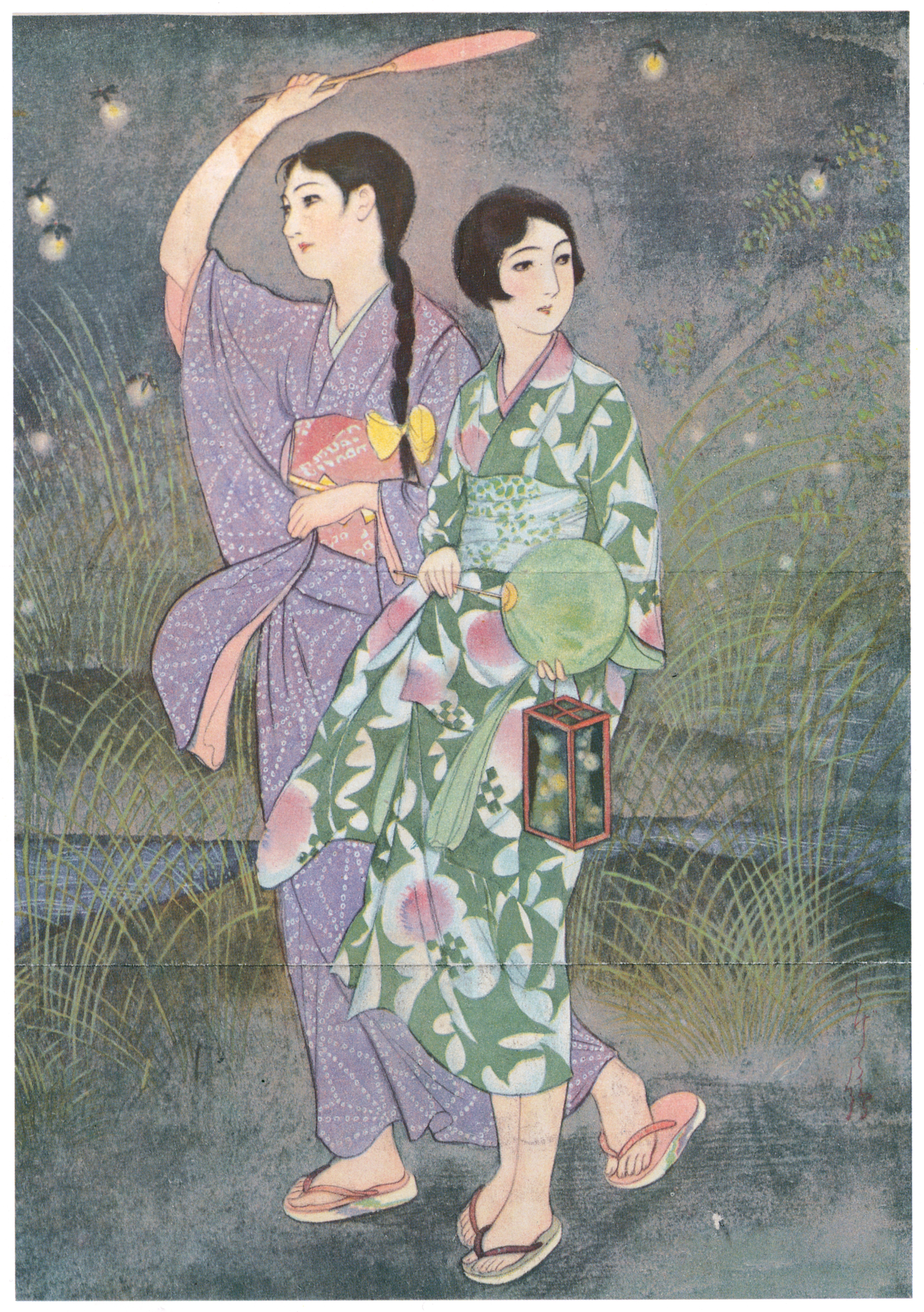
1926년에 일본의 삽화가인 스도 시게루(須藤 しげる)가 레즈비언을 주제로 하여 그린 미술 작품 《반딧불 사냥》(ほたる狩り)

클래스 S(일본어: クラス S 쿠라스 에스[*]) 또는 S 관계(일본어: S関係 S 칸케이[*])는 20세기 초반에 등장한 일본어식 영어 용어로 S 또는 에스(일본어: エス)라는 약칭으로 표기되기도 한다. 이 용어는 소녀들 간의 연애 우정을 가리키는 데 사용된다. 이 용어는 일반적으로 한 소녀가 다른 소녀보다 나이가 많거나 지위가 높은 상하 관계에 초점을 맞춘 이야기를 다룬 소녀 소설(일본어: 少女小説)을 가리키는 데에도 사용된다. "S"는 '시스터'(Sister, 영어로 "자매"라는 뜻), '쇼조'(少女, 일본어로 "소녀"라는 뜻), '섹스'(Sex), '쇤'(Schön, 독일어로 "아름답다"는 뜻), '이스케이프'(Escape, 영어로 "탈출"이라는 뜻)을 의미하는 약어이다.
클래스 S는 소녀들 간의 사랑의 한 형태로 광범위하게 설명될 수 있지만 섹스나 성적 매력보다는 강한 정서적 유대감과 매우 친밀한 우정에 기반한 플라톤적 관계를 묘사하는 데 특히 사용된다는 점에서 연애나 로맨스 소설과 구별된다.

## 역사

### 기원
서양 소설 《작은 아씨들》과 《소공녀》는 일본의 소녀들이 현모양처가 되도록 교육하기 위해 1906년과 1910년에 각각 일본어로 번역되어 출간되었다. 이 작품들은 또한 일본의 젊은 여성 독자들에게 우정, 자매애, 감상주의, 로맨스라는 개념을 소개하는 데 도움이 되었으며 특히 《작은 아씨들》의 조는 톰보이 캐릭터의 두드러진 예가 되었다.
클래스 S는 1914년에 설립된 여성으로만 구성된 가극단인 다카라즈카 가극단의 영향을 받기도 했다. 이 가극단에는 여성 배우들이 여성 캐릭터와 로맨스를 펼칠 남성 역할인 오토코야쿠(일본어: 男役)를 연기하는 모습이 등장했다. 이 무렵 일본에서는 동성애를 뜻하는 '도세이아이'(일본어: 同性愛)라는 용어가 부치와 펨의 관계와 두 펨(femme)의 관계를 설명하기 위해 만들어졌는데 펨은 '오메'(お目), '오데야'(おでや)라고도 불렸다. 당시 대중 매체에서는 다카라즈카 가각단에서 오토코야쿠 역할을 맡았던 여자 배우가 클래스 S에 있던 여성들이 수용 가능한 후에도 오랫동안 동성애 관계를 유지하고 있다고 제안했다. 제니퍼 로버트슨은 "많은 여성이 타카라즈카 오토코야쿠에 매력을 느끼는 이유는 그 여자가 성별과 그에 수반되는 역할과 영역을 모두 성공적으로 협상할 수 있는 모범적인 여성을 대표하기 때문"이라고 주장한다.
이 기간 동안에 일본에서 여학교가 빠르게 설립된 것도 클래스 S에 기여한 것으로 간주되는데 1913년까지 일본에서는 213개의 여학교가 있었다.

### 쇠퇴와 부활
클래스 S 문학은 1936년에 일본 정부에 의해 금지되었다. 그러나 제2차 세계 대전이 끝난 이후에 소녀 잡지에서 남녀 간의 로맨스를 묘사하는 것에 대한 제한과 금지 조치가 해제되었다. 여기에 일본 각지에서 남녀공학(혼성교육)을 선호하는 학교가 증가하면서 여학교들이 폐쇄되었고 자유연애주의 운동이 주류를 이루면서 클래스 S는 문학 장르이자 사회 현상으로 쇠퇴했다.
1990년대 후반에 일본에서는 클래스 S 문학의 부활을 경험했다. 1998년에 출간된 백합 소설 시리즈 《마리아님이 보고 계셔》는 클래스 S 장르를 부활시킨 것으로 알려져 있으며 요시야 노부코의 작품 《꽃 이야기》(일본어: 花 物語)에 해당하는 현대적인 작품으로 평가받고 있다.

## 영향력 및 유산

### 사회적 현상으로서
다이쇼 시대에 출간된 일본의 여성 잡지인 《부인 공론》(婦人 公論)의 기사에 따르면 일본 여성 10명 가운데 7명에서 8명이 클래스 S 관계를 경험했다고 한다.
클래스 S 관계는 일반적으로 동성에 대한 매력의 진정한 표현이 아닌 것으로 간주되었다. 이러한 관계가 청소년기에만 국한되는 한 정상적이고 심지어 영적인 것으로 간주되었다. 이러한 태도는 나중에 일본의 레즈비언에 대한 현대적 관점, 즉 소녀들 간의 비성적 친밀감에 대한 관용, 여성끼리의 동성애가 '단계'라는 널리 퍼진 믿음에 정보를 제공하는 것으로 여겨졌다.

### 문학 장르로서
클래스 S는 소녀들 간의 우정을 묘사하는 일본 문학의 전통과 일본 레즈비언 문학의 발전, 일본의 애니메이션과 일본 만화에서 활용된 백합 장르에 큰 영향을 미쳤다.

## 주목할만한 인물
다이쇼 시대에 여성주의 운동에 적극적으로 참여한 일본의 레즈비언 소설가인 요시야 노부코는 클래스 S 문학의 선구자로 평가받고 있다.

## 참고문헌
- Robertson, Jennifer (1998년). 《Takarazuka: Sexual Politics and Popular Culture in Modern Japan》 (영어). Berkeley, California: University of California Press. ISBN 0-520-21150-2.
- Subramian, Erin (2011년 3월 29일). “Women-loving Women in Modern Japan”. 《Yuricon》 (영어). 2014년 9월 22일에 확인함.